# Долгополова, Елена Владимировна
Еле́на Влади́мировна Долгопо́лова (род. 23 января 1980, Волжский) — российская спортсменка (спортивная гимнастика). Серебряный призёр Олимпийских игр в командном первенстве (1996).

## Спортивные достижения
| Год  | Турнир           | Вид программы        | Место | Очки   | Место (квалиф.) | Очки (квалиф.) |
| ---- | ---------------- | -------------------- | ----- | ------ | --------------- | -------------- |
| 1997 | Чемпионат мира   | Командное первенство | 2     | 153197 |                 |                |
| 1997 | Чемпионат мира   | Опорный прыжок       | 7     | 9331   |                 |                |
| 1996 | Олимпийские игры | Командное первенство | 2     | 388404 |                 |                |

## Награды
- Медаль ордена «За заслуги перед Отечеством» II степени (6 января 1997 года) — за заслуги перед государством и высокие спортивные достижения на XXVI летних Олимпийских играх 1996 года[1]